# Liste de bases de données cinématographiques sur Internet
Cet article présente une liste de bases de données cinématographiques sur Internet.

## Listes des sites par ordre alphabétique

### Arbeitsgemeinschaft Behinderung und Medien(de)
- Nombre de films : 6 000[1]
- Cible : films traitant du handicap
- Langue : allemand
- Projet : associatif
- Commentaire : base de données de l’Arbeitsgemeinschaft Behinderung und Medien e.V. (Coopérative Handicap et Média), une association allemande. Les informations cinématographiques sont très légères, mais couvrent un vaste éventail de la production internationale[réf. souhaitée].

### Academy Awards
- Nombre de films : 180 000[2]
- Cible : films candidats et lauréats des Oscars du cinéma[3]
- Langue : anglais
- Projet : public
- Commentaire : base des Oscars du cinéma

### Adult Film Database
- Nombre de films : 50 000
- Cible : cinéma pornographique
- Langue : anglais
- Projet : privé
- Commentaire : prend modèle sur l'Internet Adult Film Database

### AllMovie
- Nombre de films : ?
- Cible : films, séries TV, émissions de TV
- Langue : anglais
- Projet : privé
- Commentaire : lancé en 1998

### Allociné
- Nombre de films : environ 150 000
- Cible : France
- Langue : français
- Projet : commercial
- Commentaire : si Allociné est surtout axé sur la programmation et la promotion, sa base de données couvre tout ce qui a été diffusé en France, avec une information riche et qui, à l'instar de l'IMDb, s'est ouverte aux séries TV, et s’affirme également comme un site agrégateur de critiques, à l’image de Rotten Tomatoes.

### American Film Institute(AFI)
- Nombre de films : environ 60 000 longs métrages et 17 000 courts métrages[4]
- Cible : films américains
- Langues : anglais
- Projet : public
- Commentaire : le catalogue de l'American Film Institute.

### Archive.org
- Nombre de films : 555 528[5]
- Cible : monde anglophone
- Langues : anglais
- Projet : libre
- Commentaire : Base de données de films (et enregistrements de concerts, séquences sonores, livres anciens et nouveaux) dans le domaine public.

### Archives Gaumont-Pathé(en)
- Nombre de films : plus de 2 000
- Cible : archives Gaumont et Pathé des XXe et XXIe siècles
- Langues : français et anglais
- Projet : privé
- Commentaire : contient également les archives des journaux d'actualité Eclair de 1908 à 1979. Voir également le musée virtuel Gaumont ouvert en 2006.

### Archivio del cinema italiano
- Nombre de films : tous les films, documentaires produits et distribués en Italie depuis 1930.
- Cible : universelle
- Langue : italien et anglais
- Projet : associatif
- Commentaire : base de l'Associazione nazionale industrie cinematografiche audiovisive e digitali, représentant les industries cinématographiques et audiovisuelles italiennes.

### Au bon ticket
- Nombre de films : environ 30 000[6]
- Cible : France
- Langue : français
- Projet : non commercial
- Commentaire : base de données axée sur le conseil de films. Elle résulte initialement d'une fusion de deux bases de particuliers.

### Box Office Mojo
- Nombre de films : > 5 000
- Cible : universelle
- Langue : anglais
- Projet : commercial
- Commentaire : compilation des box-offices semestriels de cinquante territoires ; inclut un box office historique d'informations de 107 territoires.

### British Film Institute(BFI)
- Nombre de films : ?
- Cible : films britanniques
- Langue : anglais
- Projet : public
- Commentaire : base du British Film Institute. Données cinématographiques parcimonieuses, mais toute la production audiovisuelle britannique est couverte.

### Česko-Slovenská filmová databáze(CSFD)
- Nombre de films : 225 000
- Cible : Tchéquie, Slovaquie
- Langue : tchèque
- Projet : commercial
- Commentaire : la base de données des cinémas tchèques et slovaques, mais également ouverte au cinéma mondial et portail du cinéma en Tchéquie.

### Ciné-club de Caen
- Nombre de films : environ 1 000
- Cible : universelle
- Langue : français
- Projet : pédagogique
- Commentaire : analyse et critique du cinéma d'art et d'essai d'hier et d'aujourd'hui. Histoire du cinéma.

### Cinémathèque québécoise
- Nombre de films : > 105 000[7]
- Cible : international, avec priorité sur les cinéma québécois et d'animation
- Langues : français, anglais
- Projet : associatif
- Commentaire : base de données interne à l'institution, publiée en ligne.

### CinEmotions
- Nombre de films : > 37 000
- Cible : universelle
- Langue : français
- Projet : commercial
- Commentaire : couvre aussi bien les longs métrages que les courts métrages, séries télévisées et téléfilms.

### Ciné-Ressources.net
- Nombre de films : > 200 000[8]
- Cible : culture cinématographique
- Langue : français
- Projet : public
- Commentaire : catalogue collectif des bibliothèques et archives de cinéma françaises, créé le 22 août 2007 et administré par la Cinémathèque française. Catalogue initié par la Bibliothèque du film (BiFi) en collaboration avec la Cinémathèque de Toulouse, il dispose d’un moteur de recherche. Collections film (environ 40 000 films anciens et modernes) et non film conservées par les institutions partenaires[9].

### Cinergie.be
- Nombre de films : environ 1600
- Nombre de professionnels et organisations : environ 6000
- Cible : cinéma belge francophone principalement, coproductions belges.
- Langue : français
- Projet : non-commercial, gratuit, indépendant
- Commentaire : webzine mensuel depuis 1996 (critiques, interviews, sortie DVD), annuaire des professionnels et organisations, fiche de films, évènements, petites annonces, concours. Une référence pour le cinéma belge francophone[réf. souhaitée].

### Complete Index to World Film
- Nombre de films : environ 475 000[10]
- Cible : universelle
- Langue : anglais
- Projet : gratuit/commercial

### Crew United
- Nombre de films : 208 000[11] (juin 2020)
- Cible : professionnels et public européens
- Langues : français, allemand, anglais
- Projet : privé
- Commentaire : créé en juillet 1996 en Allemagne, version française depuis novembre 2019. Accepte tous types de projets (cinéma, télé, publicités, etc). Alimenté par les utilisateurs (professionnels du cinéma et de l'audiovisuel) et l'équipe de modération. Les fiches films sont accessibles par tous sans inscription. Génériques multilingues, qui peuvent être très exhaustifs. 36 000 utilisateurs actifs en juin 2020[réf. nécessaire].

### Film-documentaire.fr
- Nombre de films : > 66 000[12]
- Cible : films du cinéma et de l'audiovisuel documentaire
- Langues : français
- Projet : non-commercial
- Commentaire : Depuis 2007, le site film-documentaire.fr répertorie les films du cinéma et de l'audiovisuel documentaire, ainsi que les auteurs, producteurs, festivals. Il partage également l'actualité relative à ce genre[12].

### FilmPolski
- Nombre de films[13] : ?
- Cible : cinématographie polonaise
- Langue : polonais
- Projet : public officiel
- Commentaire : le site officiel de référence du cinéma polonais.

### Hong Kong Cinemagic
- Nombre de films : ~ 10 500
- Cible : films de Hong Kong et de Chine
- Langues : français et anglais
- Projet : privé
- Commentaire : Le site présente des actualités, des interviews, des critiques et une véritable base de données sur les films et les personnalités de l’industrie du film locale. Il présente également un glossaire illustré.

### Hong Kong Movie DataBase
- Nombre de films : > 10 000
- Cible : films de Hong Kong
- Langue(s) : anglais et chinois
- Projet : commercial
- Commentaire : La base de référence sur le cinéma hongkongais.

### Horreur.net
- Nombre de films : > 16 000
- Nbre critiques : > 1 100
- Cible : films d'horreur, science-fiction, fantastique, fantasy et gore
- Langue(s) : français
- Projet : non commercial
- Commentaire : Le site présente des news, des dossiers, des critiques et une véritable base de données sur les films et les personnalités du cinéma d'horreur, science-fiction, fantastique et gore.

### Internet Adult Film Database
- Nombre de films : > 150 000[14]
- Cible : films et acteurs du cinéma pornographique.
- Langue(s) : anglais
- Commentaire : avec plus de 150 000 film et de 130 000 personnes, cette base de données thématique est probablement le plus complète du genre.

### Internet Movie Database(IMDb)
- Nombre de films : > 10 000 000 œuvres visuelles[15] (dont 650 000 films, 300 000 séries TV, 7 595 000 épisodes, 1 000 000 courts métrages...)
- Cible : universelle
- Langue(s) : anglais
- Projet : commercial
- Commentaire : LA référence en matière de données cinématographiques : plus de trois millions d'œuvres visuelles, incluant les épisodes de séries, plus de six millions de personnes. À l'origine, un projet associatif de l'université de Cardiff, maintenant propriété d'Amazon. L'enrichissement et la mise à jour sont libres et ouverts, une modération est appliquée, mais qui n'exclut pas certaines erreurs, manques (la filmographie africaine ?) ou doublons occasionnels, les films et personnes américains y sont sur-renseignés, mais globalement la meilleure ressource en la matière de l'Internet, tous cinémas confondus. L'IMDb propose deux classement des notations des films : l'IMDb Bottom 100 et le Top 250 de l'Internet Movie Database.

### Internet Movie Firearm Database
- Nombre de films : ~ 4 000[16]
- Cible : Armes utilisées dans les œuvres de fiction audiovisuelles (film, anime, TV, jeux vidéo)
- Langue(s) : anglais
- Projet : public (wiki sur inscription)
- Commentaire : Références sur les armes utilisées dans le grand champ des œuvres de fiction audiovisuelles : films, anime, jeux vidéo, séries TV... Organisées sous forme de wiki (plus de 17 000 pages dont 4 000 nommément consacrées à des films), les armes de toutes époques sont présentées avec leurs photographies et renvoient aux œuvres, personnes, etc. les illustrant.

### Kinoglaz
- Nombre de films : ~ 5 000[17]
- Cible : films soviétiques et russes
- Langue(s) : français, russe, anglais
- Projet : associatif
- Commentaire : Site d'une association française consacrée à la mémoire du cinéma soviétique et russe.

### KinoPoisk
- Nombre de films : > 605 000[18]
- Nbre d'acteurs : > 2 515 000
- Cible : universelle
- Langue(s) : russe
- Projet : commercial

### Korean Movie Database
- Nombre de films : inconnu[19]
- Cible : production coréenne
- Langue(s) : chinois
- Projet : ?
- Commentaire : une base chinoise consacrée à la filmographie coréenne.

### Lumière
- Nombre de films : ~ 256 000	 et 46 440 séries télévisées
- Cible : base de données sur les entrées des films distribués en Europe
- Langue(s) : anglais
- Projet : public
- Commentaire : La base LUMIERE fournit une compilation systématique des données disponibles sur les entrées réalisées par les films distribués en salles en Europe depuis 1996. Elle est le résultat de la collaboration de l'Observatoire européen de l'audiovisuel (membre du Conseil de l'Europe) avec les diverses sources nationales spécialisées ainsi qu'avec le Programme MEDIA de l'Union européenne.

### Meilleurs-films.fr
- Nombre de films : ~ 150 000
- Cible : tous les films, courts métrages et séries, principalement ceux diffusés en France (mais pas seulement, le projet a une visée exhaustive).
- Langue(s) : français
- Projet : commercial
- Commentaire : le site est un nouveau média autour du cinéma, mais propose aussi des fonctionnalités communautaires, tels que le partage de critiques ou la constitution de listes de films et séries.

### MGMMovie Database
- Nombre de films : > 2 000[20]
- Cible : tous les films MGM
- Langue(s) : anglais
- Projet : commercial
- Commentaire : Des années 1920 à aujourd'hui, l'intégralité de la production de la MGM, avec de multiples critères de recherches.

### Nanarland.com
- Nombre de films : 350[21]
- Cible : Présentation des « nanars »
- Langue(s) : français
- Projet : privé
- Commentaire : Si la définition et le périmètre précis du « nanar » restent ouverts à la discussion (son slogan est « le site des mauvais films sympathiques »), ce site très pointu, fourni et détaillé est le site de référence du sujet depuis de nombreuses années. Il a essaimé en créant l'Internet Ninja Movies Database.

### Oh My Gore!
- Nombre de films : > 6 700[22]
- Cible : Actualité du cinéma horreur et fantastique
- Langue(s) : Français et Anglais
- Projet : ouvert
- Commentaire : Actualité du cinéma d'horreur, base de données complètes avec fiches accompagnées de nombreuses photos, vidéos, extraits...

### Rate Your Music
- Nombre de films : ~ 100 000
- Cible : universelle
- Langue(s) : anglais, et avec un compte : français, allemand, espagnol, finlandais, italien, néerlandais, polonais, portugais, russe, turc
- Projet : privé, mais en catalogage social
- Commentaire : Base de données à vocation universelle, initialement consacrée aux enregistrements audio, et depuis 2009 aux films également. Génériques succincts par rapport à d'autres bases. Les films sont notés et commentés par les utilisateurs. Recherches (simples ou croisées) possibles par notes, artistes, pays, genres, années ou décennies.

### Base de données du cinéma suédois
- Nombre de films : ~ 60 000[23]
- Cible : Industrie cinématographie suédoise
- Langue(s) : suédois et anglais
- Projet : public (Svenska Filminstitutet)
- Commentaire : Contient aussi les fiches de 265 000 personnalités du cinéma

### The Movie Database
- Nombre de films : ~ 790 000 (ainsi qu'environ 180 000 séries télévisées)[24]
- Cible : universelle
- Langue(s) : multiples
- Projet : communautaire
- Commentaire : Base de données communautaire créée en 2008.

### Wikidata
- Nombre de films : > 320 000[a], > 55 000 séries télévisées et plus de 20 000 téléfilms
- Langue(s) : N/A (attributs structurées et titres dans les différentes langues)
- Projet : participatif (crowdsourcing)
- Commentaire : Wikidata est la base de données sur laquelle se base Wikipedia